# Gare de Mirwart
La gare de Mirwart est une ancienne halte ferroviaire belge de la ligne 162, de Namur à Sterpenich située près de Mirwart sur la commune de Saint-Hubert, dans la province de Luxembourg en Région wallonne.

## Situation ferroviaire
La gare de Mirwart était établie au point kilométrique (PK) 80,0 de la ligne 162, de Namur à Sterpenich (frontière luxembourgeoise), entre les gares ouvertes de Grupont et Poix-Saint-Hubert.

## Histoire
La gare de Mirwart est mise en service le 11 novembre 1892 par les Chemins de fer de l'État belge sur une section de la ligne du Luxembourg mise en service en 1858.
Il s'agit d'une simple halte établie dans une courbe à l'aplomb d'un passage à niveau à la sortie d'une tranchée taillée dans la roche. Le passage à niveau est finalement remplacé par un pont et la maison de garde, qui servait aussi de bâtiment de service, est démolie. Des abris de quai en béton étaient à la disposition des voyageurs. Une nouvelle construction technique à la façade en pierre et PVC a remplacé une construction du milieu du XXe siècle de l'autre côté des voies est sert toujours.
À la suite du Plan IC-IR les trains de voyageurs ne s’y arrêtent plus depuis le 3 juin 1984 et plus rien ne subsiste des quais.

## Patrimoine ferroviaire
Une maisonnette de service, en pierre de taille avec deux travées et un petit grenier, servait d'annexe au bâtiment principal que constituait la maison de garde-barrière. En ruine, il a été restauré par la commune qui a créé une aire de repos gazonnée dotée de bancs aux alentours.

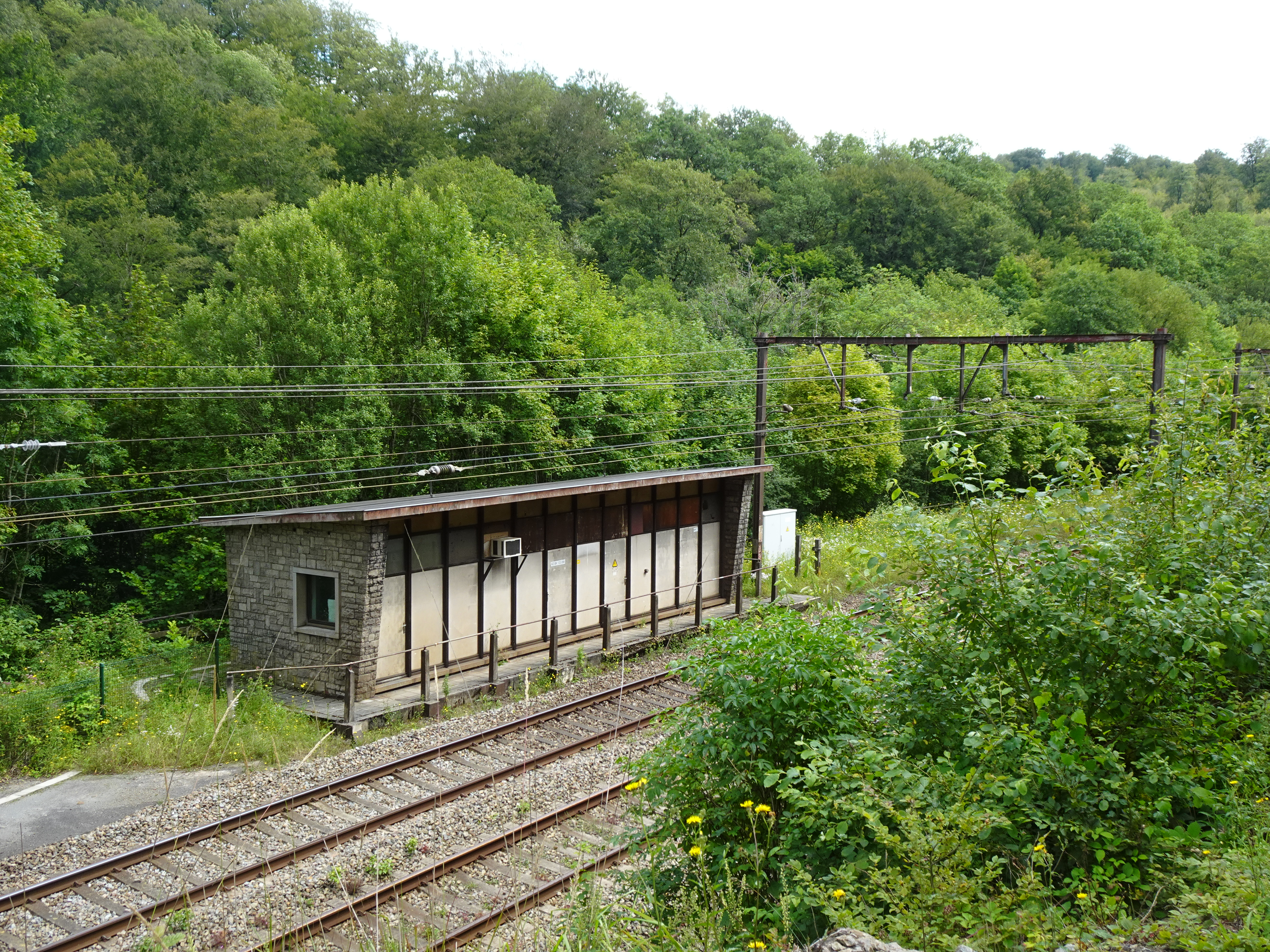
Bâtiment moderne utilisé par Infrabel.
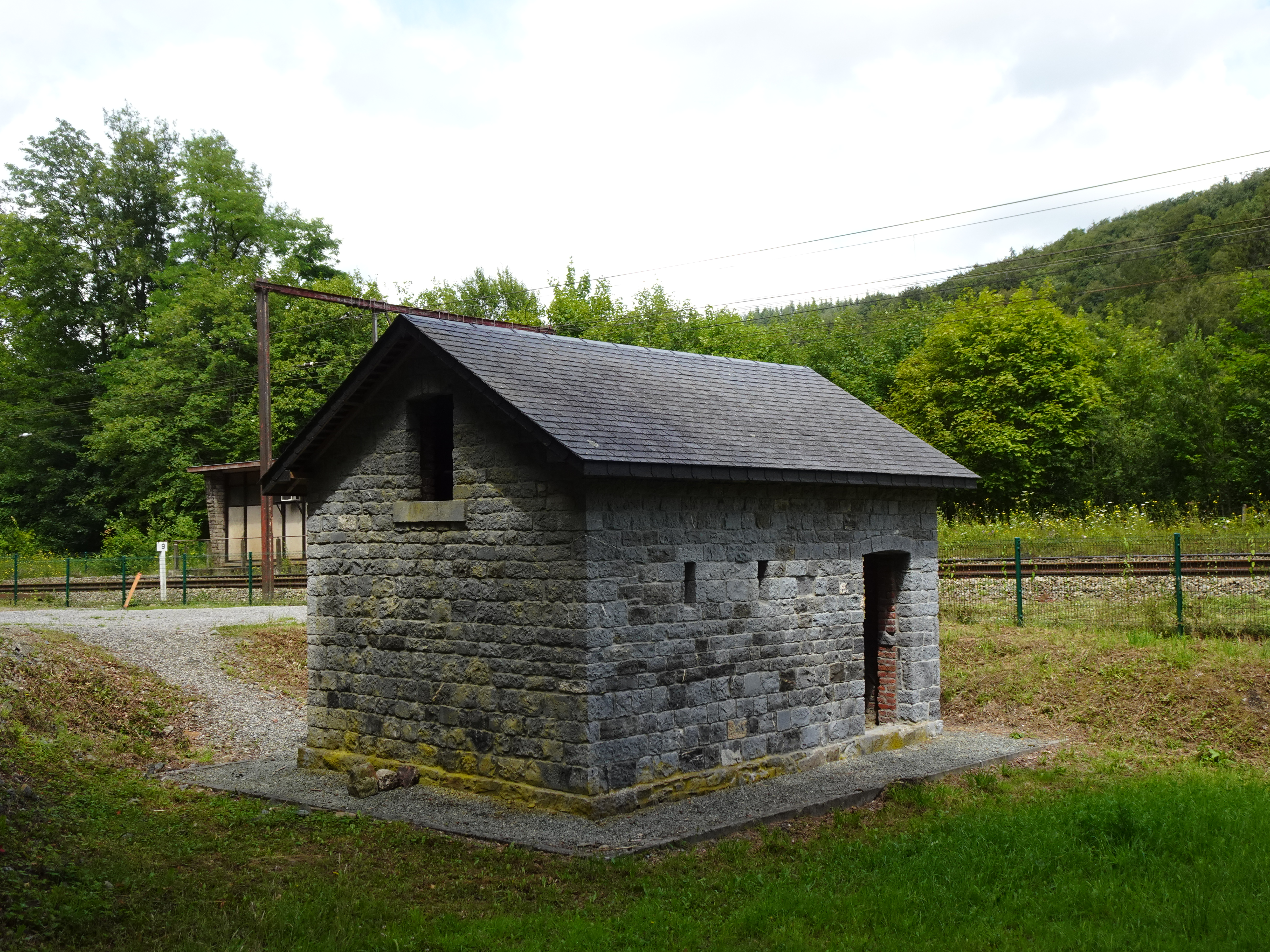
Annexe en pierre.
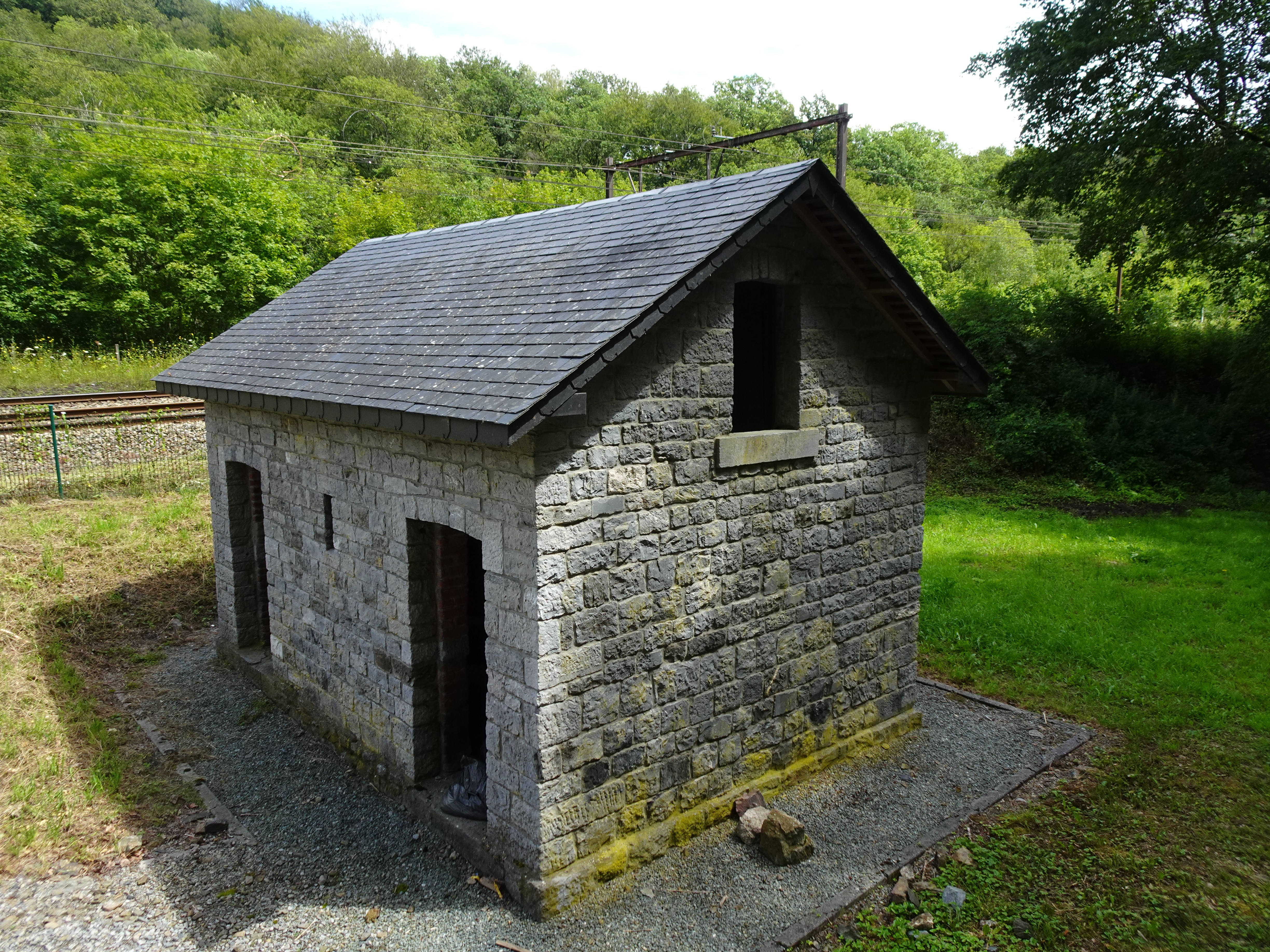